# 文献剧
文献剧（英語：Documentary theatre）是一种报道性的戏剧。

## 定义
按照最杰出的文献剧作家彼得·魏斯所下的定义，“文献剧是一种报道性的戏剧。备忘录、文件、书信、统计数据、股市行情、银行和工厂企业年度报告、政府声明、讲演、采访、社会名人的谈话、报刊和电台的新闻报道、照片、记录片以及当前社会生活中的其他种类的证明材料都是文献剧的基础。文献剧摒弃任何的虚构，采用的是真实的材料，对其内容不作变更，在形式上予以加工后通过舞台演出的方式再传播出来。”
事实上，文献剧的雏形诞生于20世纪20年代的德国，而主要作家、作品和创作理论则出现于60年代的西德。这种新型的戏剧以彼得·魏斯、海纳·基普哈特（Heinar Kipphardt）、羅爾夫·霍赫胡特等人的作品为代表，通常以各种历史档案作为主题和素材，例如有关奥斯维辛集中营审判的报道、美国原子能委员会的文件等。这些剧作家们利用将文献植入演出的手法揭露历史事件背后的政治力量，将德国戏剧舞台变成一个历史的审判庭。该类戏剧的目的在于让公众开始对一些争议性、敏感性话题进行了解、分析和思考，例如奥斯维辛毒气杀人事件（魏斯的《法庭调查》[Die Ermitthmg], 1965)，美国核武器计划（基普哈特的《奥本海默案件》[ In der Sache J. Robert Oppenheimer], 1964）以及梵蒂冈教廷对待纳粹大屠杀的立场（罗尔夫·霍赫胡特的《基督代理人》[Der Stellvertreter], 1963）等。

## 源头
匹兹堡大学的戏剧学教授阿蒂利奥·法沃里尼（Attilio Favorini）认为，文献剧可以追溯到公元前五世纪的古希腊，他的依据是希罗多德在《历史》中记述的一件事。在希腊波斯战争中，地处海路要津的希腊城邦米利都成为了抵抗运动的策源地，公元前494年11月，波斯人通过发动“拉德湾海战”将米利都攻陷。随后，波斯人对于这个城市实行了特别严厉的惩罚措施：“城中的男人大部分被杀死，所有的妇女和儿童都被作为奴隶带到波斯本土。米利都城可以说是被完全毁掉了。这个曾经诞生了人类历史上第一个哲学学派的城邦、这个‘伊奥尼亚的精华’，从此丧失了她在历史上的重要性，变成了一个普通的二等城邦”。血腥的屠城让这个小亚细亚当年最繁华的商业城市变成了一片焦土，整个希腊都为之震惊。时隔两年后，悲剧诗人普律尼科司写了一部题名为《米利都的陷落》（The Capture of Miletus, 492B.C.）的剧本，再现波斯人在米利都的暴行和战败者的悲惨遭遇。在雅典新任首席将军地米斯托克利的资助下，此剧得以上演。然而，演出的效果却多少有些出人意料：“全体观众都哭了起来。于是他们由于普律尼科司使他们想起了同胞的令人痛心的灾祸而课了他一千德拉克玛的罚金，并且禁止此后任何人再演这出戏 。”
有人认为格奥尔格·毕希纳的《丹东之死》是第一部文献剧。因为剧中的不少对话直接来源于一手材料。大约戏的六分之一内容直接来自梯也尔、米涅或者是卡尔·施特拉尔海姆（Carl strahlheim）对1789到1839的历史学研究，《我们的时代》（Unsere Zeit），或是大量利用他们的成果。如第一幕第三场，里昂市民的演讲就来自梯也尔，而罗伯斯庇尔的演讲几乎全部来自斯特拉海姆。罗伯斯庇尔在第二幕第七场中的演讲来自梯也尔。第三幕第四场，丹东在革命法庭对自己的辩护演说来自梯也尔。
奥地利作家卡爾·克勞斯的五幕悲剧《人类的末日》（Die letzten Tage der Menschheit: Tragödie in fünf Akten mit Vorspiel und Epilog）也表现出了与极其重要的关联。《加拿大戏剧月刊》主编Filewood认为这才是第一部真正的文献剧。

## 与历史剧的比较
| 历史剧         | 文献剧                 |
| -------------- | ---------------------- |
| 亚里士多德式的 | 皮斯卡托式的           |
| 虚构历史       | 缩微历史               |
| 线性情节       | 各种势力交相影响的法则 |
| 故事情节主导   | 内容主导               |
| 虚构的对白     | 照搬的原话             |
| 修辞讲究       | 说服力强               |
| 权力的更迭     | 力量的激发             |
| 戏剧化的夸张   | 文献的现实主义         |
| 从公众到个人   | 从个人到公众           |
| 悲剧性收场     | 公众的呼声             |
| 重大的转折点   | 生活的延续性           |
| 悲剧英雄       | 英雄缺位               |

## 文献剧与中国戏剧
从20世纪90年代开始，德国以及其他国家的文献剧作品就开始被译介到了中国，并在短时期内引起了戏剧工作者们相当程度的好奇和关注。然而，这种关注并未持续太久。对文献剧的进一步地介绍和研究停滞了，很少有外国的文献剧被搬上舞台，更没有一部中国的文献剧被创作出来。
造成这种情况的原因也不难理解。进入“新时期”，大家普遍对建国以来“庸俗社会学”指导下的政治戏剧创作产生了反感和厌倦，“艺术”的、“人学”的戏剧得到了推崇和张扬。相对于其他更具“艺术性”、和“终极关怀”的戏剧样式，直面社会和历史现实的文献剧似乎显得有些缺乏“深度”、不合时宜了。
然而，经过二十多年这种有选择性的引进、吸收和创作，一个现象凸现了出来。剧作家们好不容易才掌握的情节编织、人物塑造、性格刻画、心理分析等技法一旦遭遇历史和现实的真相便显得苍白无力，戏剧似乎与时代、与观众脱节了。于是，大家纷纷从“娱乐性”、从“哲理”、从“荒诞”，从各种“主义”之中寻求解决之法。这些实践和努力自有其价值和意义。但不得不指出的是，在这些理论探讨和创作实践中，大家似乎都忽视了一点，那就是直接面对社会和历史真相的方法和勇气。而“文献剧”的创作方法也许就是方法之一。
一些创作者在进行创作时已经自发地意识到了这一点。他们碰触到的题材往往是真实人物和事件，譬如剧作家田汉的生平、譬如南京大屠杀、譬如西方作家艾黎《西行漫记》的写作历程。他们发现，仅靠佳构的情节、想象的人物关系、性格刻画和心理描写实在难以“虚构”出真实。他们开始自觉或自发地采用一些类似文献剧的手法进行创作。然而，也许是对文献剧确实陌生，也许是担心过多的客观素材不具有“艺术性”，作家们又难以割舍和放弃已经运用娴熟的传统创作模式。因此，这种尝试往往又是不彻底的和犹豫的。